# Park Kalheupink
Park Kalheupink is een Engelse tuin aan de oostelijke zijde van Oldenzaal. Het park van negen hectare is gelegen in een glooiend landschap tussen de Kalheupinklaan en de Haerstraat op de grens van Oldenzaal en De Lutte.

## Geschiedenis
Het park werd aangelegd rondom Huize Kalheupink, een neorenaissance villa die in 1865 gebouwd werd in opdracht van H.P. Gelderman maar in 1957 werd afgebroken en vervangen door een eenvoudiger landhuis in Engelse stijl op een minder opvallende plek in het park. De tuin werd oorspronkelijk aangelegd door D. Wattez, in 1895 heringericht door P.H. Wattez en rond 1913 uitgebreid met een rozentuin door tuinarchitect Leonard Springer in opdracht van een familielid van Gelderman die getrouwd was met een Engelse vrouw.

## Beschrijving
Het park is een particuliere buitenplaats die sinds de jaren 50 openbaar toegankelijk is voor het publiek. Er bevinden zich verschillende monumentale bomen, een bronweide, twee vijvers ('de Appel' en 'de Peer'), een jachtopzienerswoning, een landhuis, een tuinmanswoning en de sportaccommodatie van tennisvereniging Ready.
Als bijzondere bomen in het park worden genoemd: amberboom, ginkgo, Macedonische den, metasequoia, tulpenboom, Spaanse aak en Oosterse plataan. De bronweide is te nat voor gazons en wordt begraasd door runderen. De twee vijvers staan door een pijp met elkaar in verbinding zodat de hoger gelegen vijver de lagere voedt en er is een open afvloeiing naar een lager gelegen sloot.
Het landgoed staat onder beheer van de Geldermanstichting en werd de afgelopen jaren gerestaureerd, herplant met bijzondere bomen en verlevendigd met beelden van hedendaagse kunstenaars. De wandelpaden kregen een betere aansluiting met het aan de overzijde van de Haerstraat gelegen bosperceel de Eilandjes, dat eveneens onlangs werd opgeknapt.

## Beelden in het park
De volgende kunstenaars zijn met beelden in het park vertegenwoordigd:
- Nicolas Dings: Spinning Jenny, 2003[4]
- Helga Kock am Brink: Lichtvoetig (geplaatst in 2013)
- Iris Le Rütte: Daphne (gestolen in mei 2013), Iucundi acti labores, (draperiebank), Liedje (twee haasjes), 2003

## Afbeeldingen

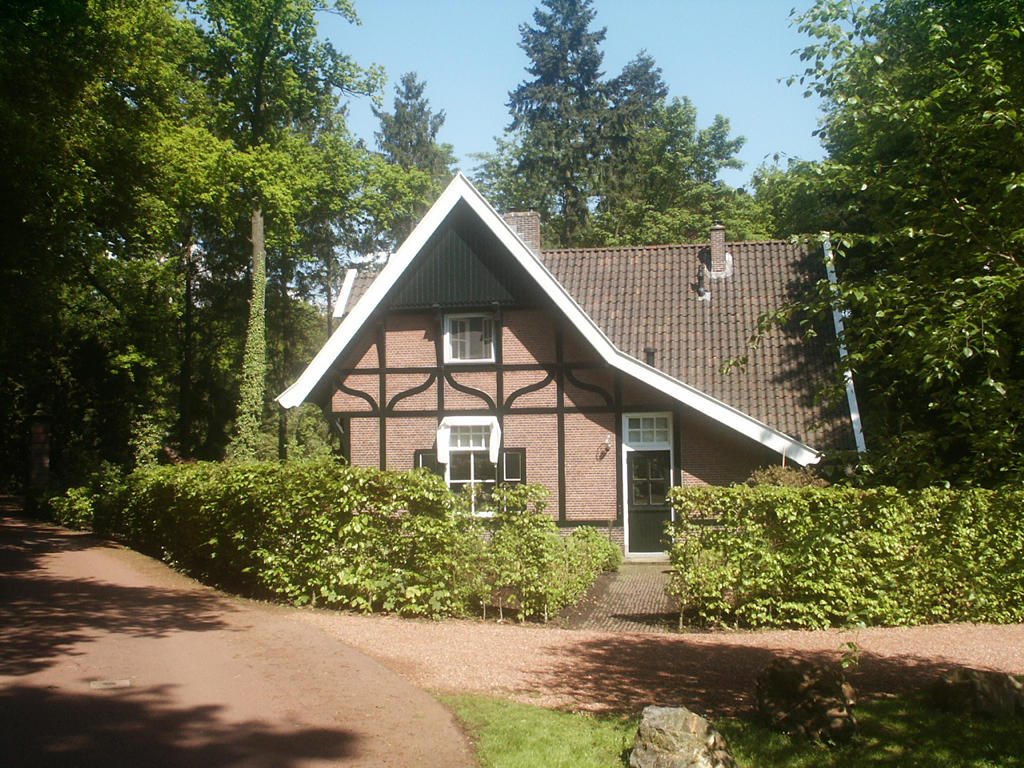
Tuinmanswoning
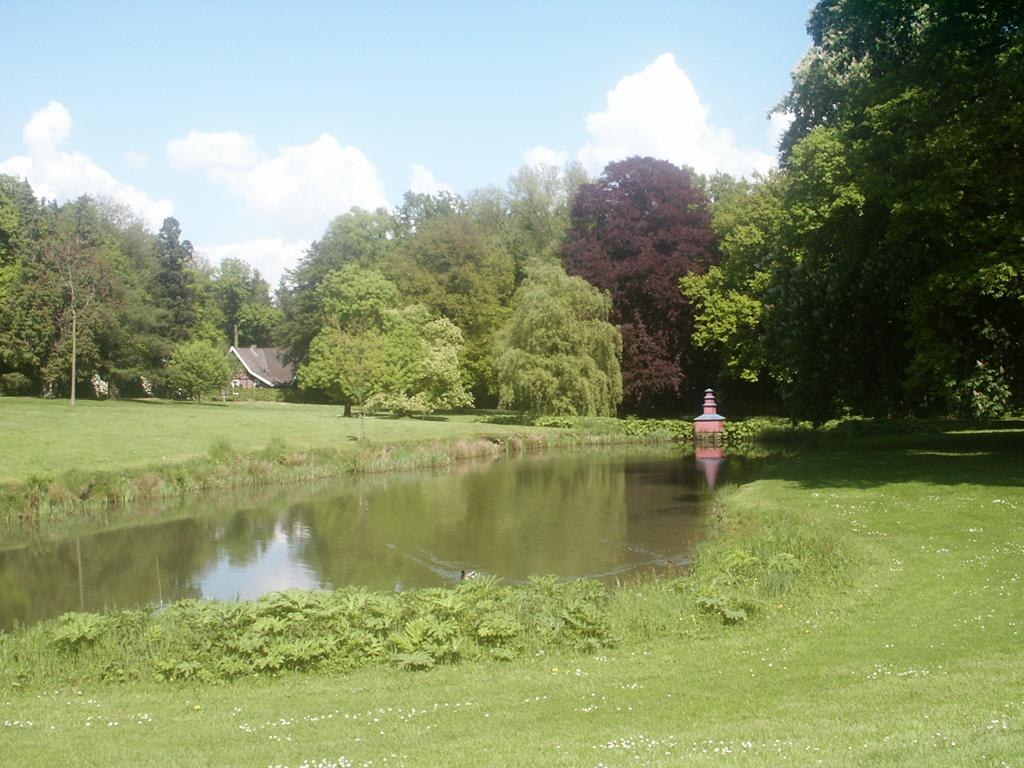
Park Kalheupink, de 'Engelse Tuin' in 2013
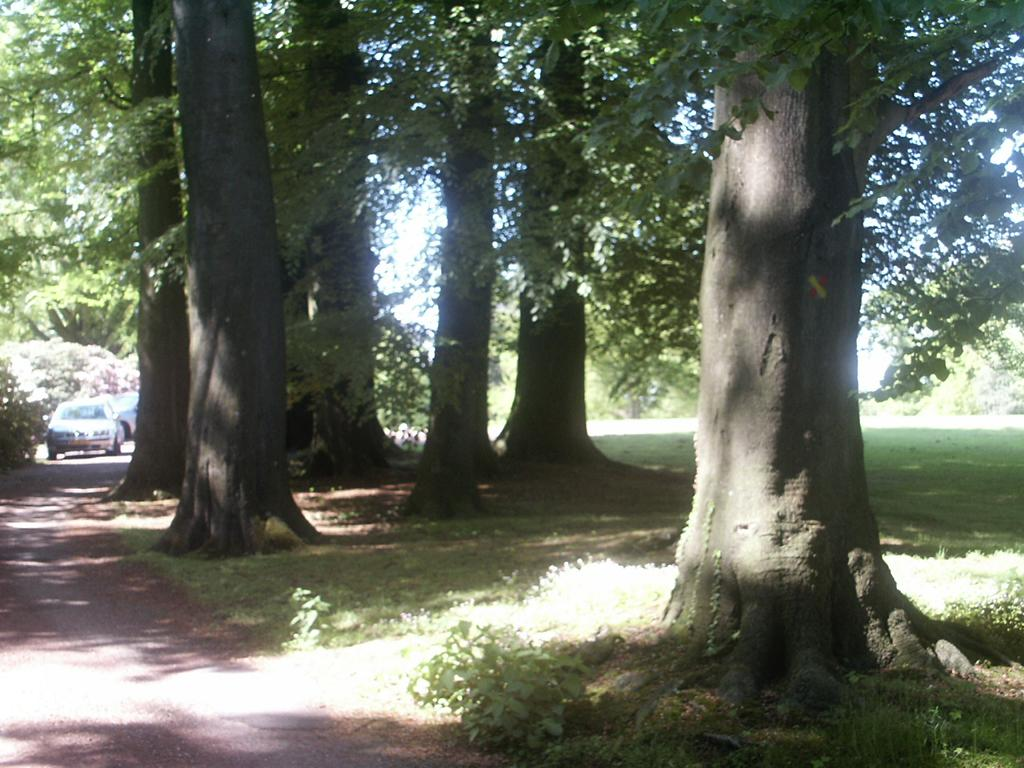
Oude bomen nabij villa Kalheupink
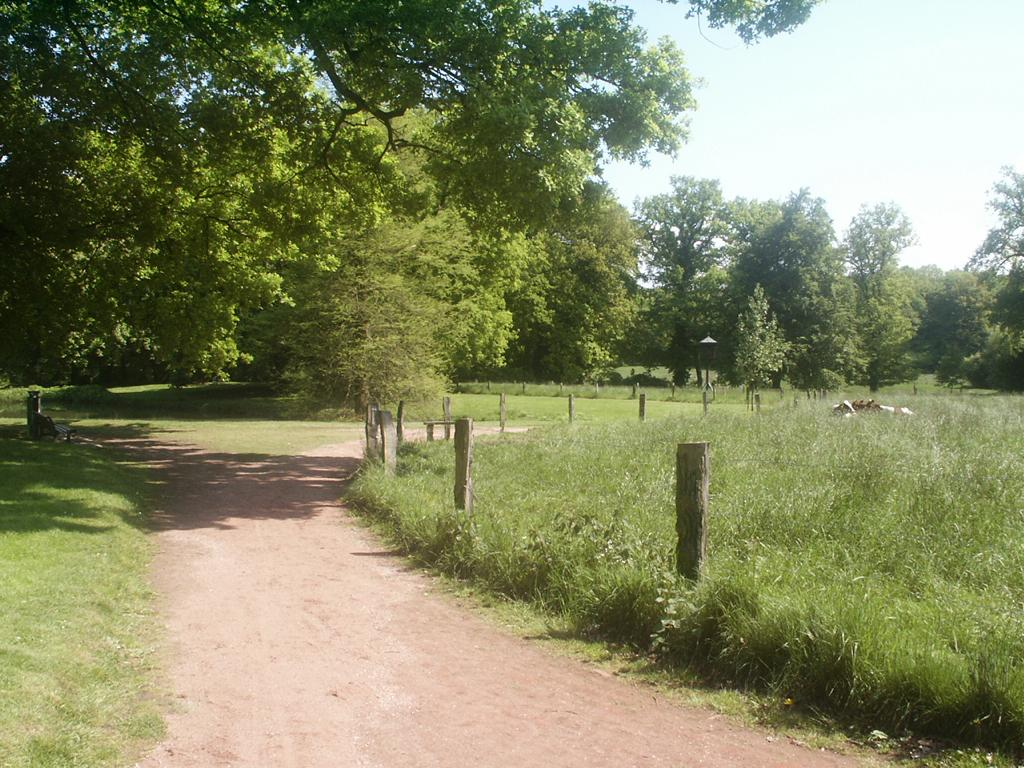
'Engelse Tuin'
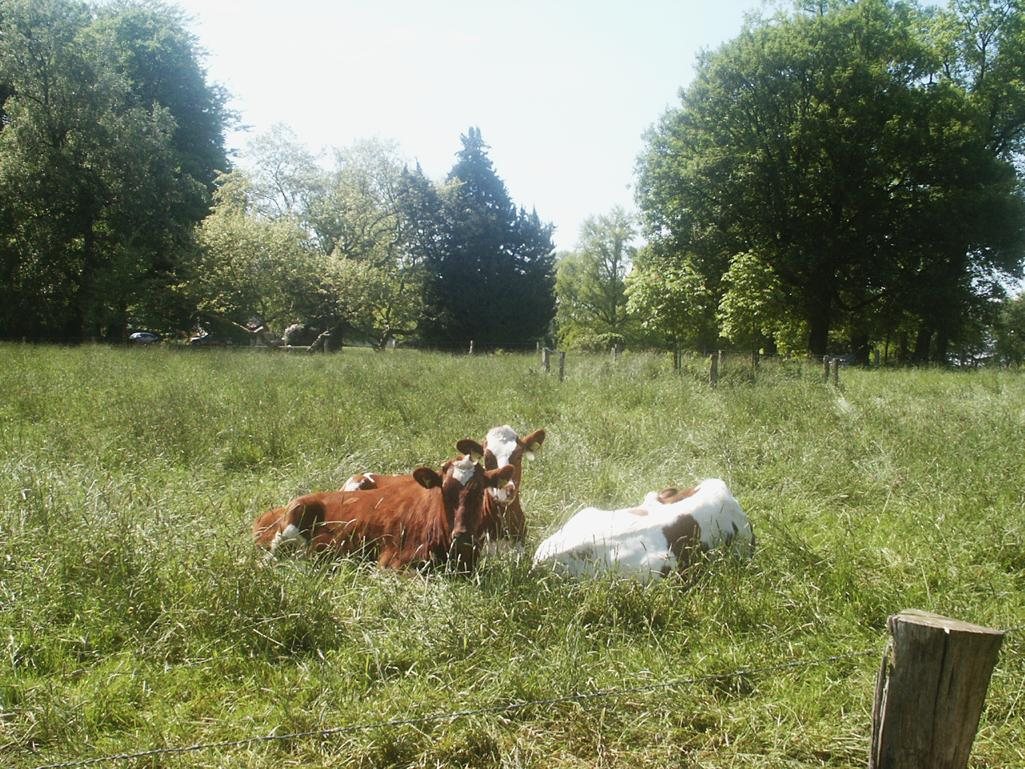
De bronweide
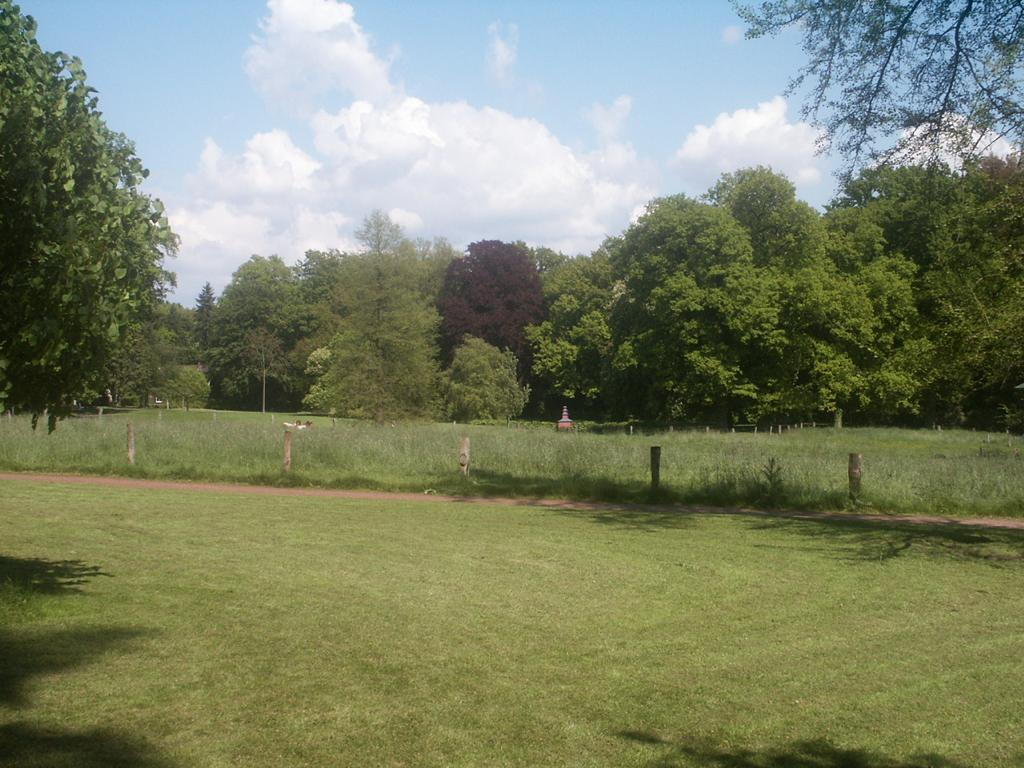
Park Kalheupink, panorama
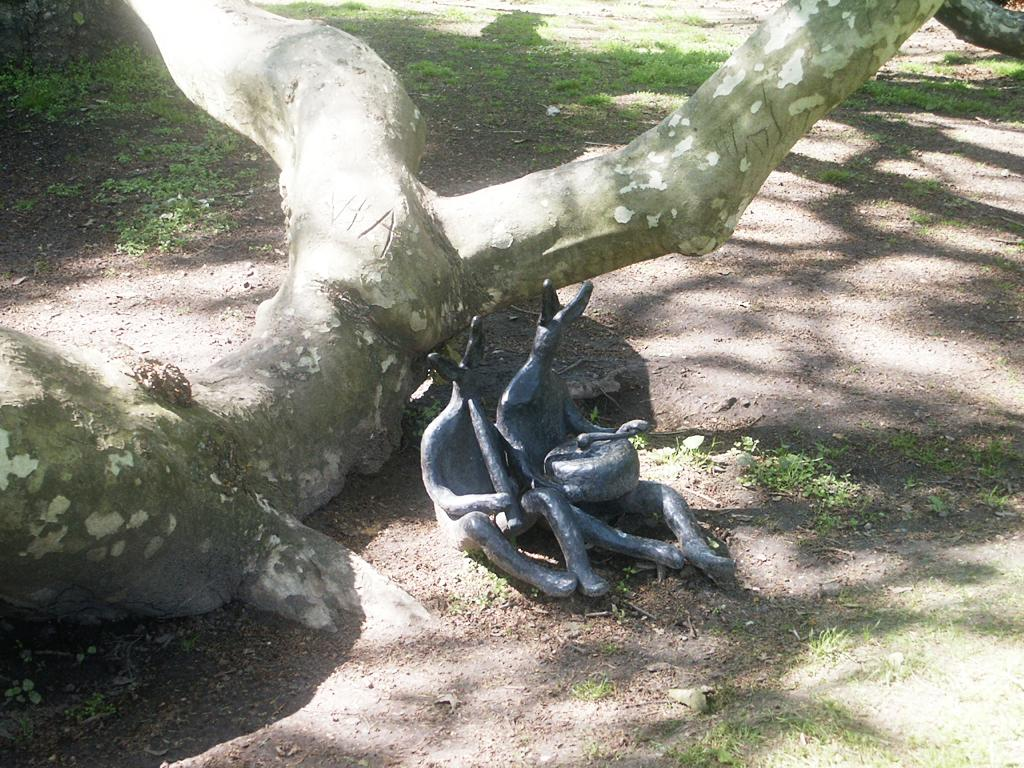
Iris Le Rütte: Liedje (twee haasjes), 2003
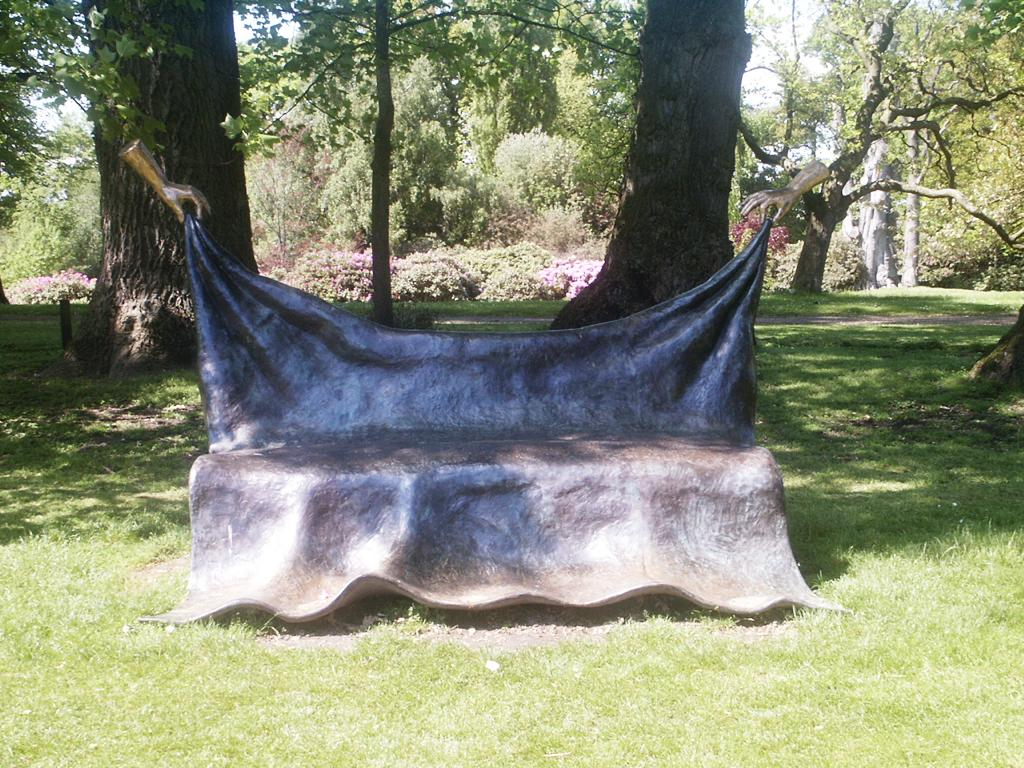
Iris Le Rütte: Iucundi acti labores, 2003
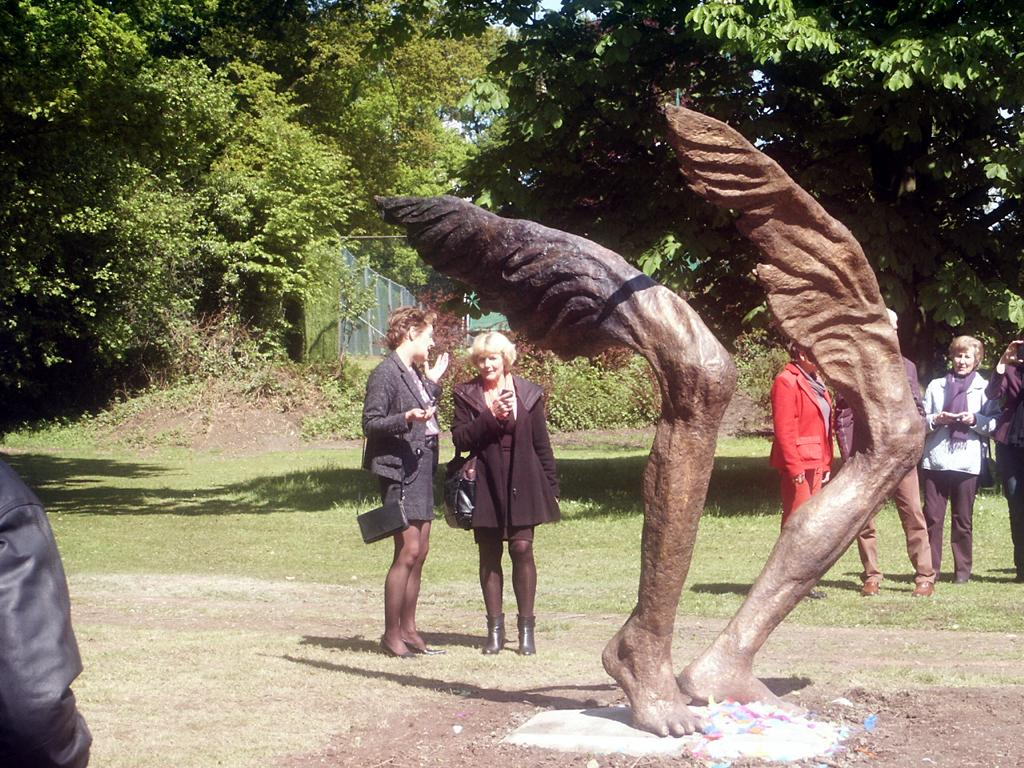
Helga Kock am Brink: Lichtvoetig, 2013
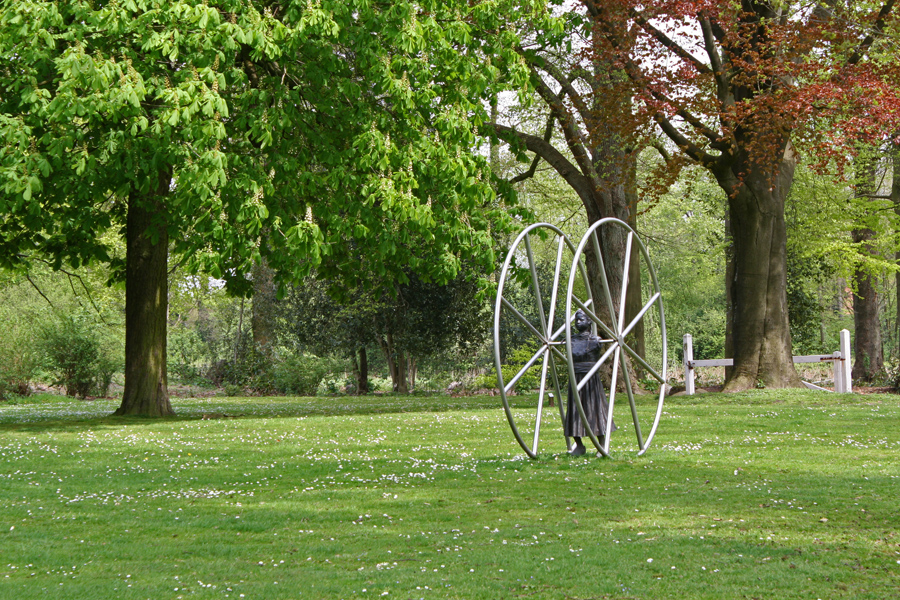
Nicolas Dings: Spinning Jenny, 2003